# 松鶴家千とせ
松鶴家 千とせ（しょかくや ちとせ、本名：小谷津 英雄（こやつ ひでお）、1938年〈昭和13年〉1月9日 - 2022年〈令和4年〉2月17日）は、日本の漫談家、歌手、作詞家。
全国さつまいもの会会長、東京演芸協会常任理事、南相馬市ふるさと親善大使を務めた。
アフロヘアーと、「俺が昔、○○だった頃、○○は○○だった。○○は○○で、○○は○○だった。わかるかなぁ、わかんねぇだろうなぁ」のフレーズ、「イェーイ！」で決めるピースサインのポーズがトレードマークで1970年代に人気を博した。

## 来歴
満洲国で産まれる。水道設計技師の実父の仕事で在満していたが、1945年に父がソ連軍の捕虜になったため、母と共に6人で満洲を脱出し日本に帰還（父はその後6年間の抑留を経て日本に帰還）。父の生まれは福島県原町（その後の南相馬市）で、親族は小谷津工務店という建築業をしている。
福島県立原町高等学校を中退後、ジャズシンガーを志し1953年に上京し、松鶴家千代若・千代菊に入門。歌謡学校で歌を勉強しながら、理容学校を卒業後、歌手修業を積みつつ、1958年に国際理容師の免許を取得した。1960年、西秀一の名前を貰い、都上英二門下の都上秀二のコンビを結成。秀一・秀二のコンビ名で関東近郊の公会堂などで漫談、漫才で出演し、妻の千枝子と結婚。その後宮田羊かんとコンビを組み直し、1967年に千とせ流家元三代目松鶴家千とせを襲名。松鶴家千とせ・宮田羊かんとして1969年、1970年、1971年の「NHK漫才コンクール」に3年連続本選まで残った。羊かんの引退後は漫談家に転じ、浅草の木馬亭をホームグラウンドとして1974年頃からトレードマークのあごひげとアフロヘアーが人気でブームを起こし、テレビ、ラジオ番組などで大活躍した。
時代劇のネタのほか、本来はジャズ歌手志望だったこともあって、ジャジーなスキャットに、民謡や童謡などを融合させた独特の和風メルヘンの世界を築き、「わかるかなぁ、わかんねぇだろうなぁ〜」のフレーズで、大人気になった。1974年頃「シャバダバダディ〜！、イェーイ！。俺が昔、夕焼けだった頃、弟は小焼けで、父さんは胸やけで、母さんは霜やけだった。」とギャグを飛ばし、『夕焼け小焼け』の替え歌の漫談で注目を浴びた。
1975年にはシングル『わかんねェだろうナ（夕やけこやけ）』をリリースし、ヒットとなった。その余勢を駆って、1976年には2本目の出演映画として東映の大ヒット映画『トラック野郎・望郷一番星』に「わかンねえだろうナ」の行燈を掲げたトラック運転手ニヒル役を好演した。同年、放送演芸大賞（漫談部門）受賞。
浅草東洋館、上野広小路亭、木馬亭などの寄席演芸のほか、歌手としても息の長い活動を続ける一方、1981年には、東京都足立区を中心に「全国さつまいもの会」を結成し、東京都の足立区庁舎ホール、老人ホーム、福祉施設などで公演をしている。東京都の足立区社会福祉協議会に寄付をしていて、ボランティア活動にも精力的に取り組んでいた。また、ITに造詣が深く、自身のホームページを自作する一面もあった。
2012年11月、芸能生活60周年記念としてコミックソング「これからサンバ」、シルバー世代の出会いを歌った「三千六百五十日もあるからね」をオリエントレコードよりリリース。晩年まで東京都と近郊の演芸会場を中心に直弟子や仲間たちと精力的に活動を行っており、入院直前の2022年も1月16日に木馬亭で主催ライブを行っているほか、同月26日には演歌歌手の恵中瞳とのユニット「千とせ&ひとみん」でCDをリリースしていた。
2022年1月28日、風邪をひいた際に重症の急性心筋梗塞を発症し緊急入院。ICU管理となり、その後一般病棟へ移動した。バイパス手術へ向けての検査を予定していたが、2月17日朝に容態が急変し、同日10時4分、心不全のため、入院先の東京都足立区内の病院で死去した。84歳没。

## ディスコグラフィ
- わかんねェだろうナ（夕やけこやけ）（1975年3月25日）
  - 原詩：中村雨紅、挿入詩：元木すみお、進しげお、作曲：草川信、編曲：竹村次郎。当時通算160万枚のセールスを記録し、1976年度のビクターレコード・ヒット賞を受賞した。
- 人生達磨坂（1983年2月25日）
  - 作詞・作曲:上野たけし、歌:松鶴家千とせ
- 庄助さんブルース（1987年11月21日）
  - 作詞・作曲:小谷津英雄、歌:松鶴家千とせ
- ふるさとは東京（1989年12月5日）
  - 作詞:小谷津英雄、作曲:櫻庭伸幸、歌:松鶴家千とせ
- 人生折り返し（1993年2月24日）
  - 作詞:杉義也、作曲:青山八郎、歌:松鶴家千とせ
- 華鼓（1996年1月6日）
  - 作詞:飛鳥美勇樹、作曲:岡千秋、歌:松鶴家千とせ
- 昭和枯れすすき（2001年8月21日） - 「さくらと千とせ」名義。
  - 作詞:山田孝雄、作曲:むつ・ひろし、歌:さくらと千とせ(松鶴家千とせ)
- みちのく物語（2003年4月21日）
  - 作詞:小谷津英雄、作曲:飯尾一弥、歌:松鶴家千とせ
- 千登世橋コズミック・ドライブ（2005年4月21日） - 「サザンハリケーンFeat.松鶴家千とせ」名義。
  - 作詞・作曲:梅澤学滋、歌:サザンハリケーン(含歌唱:松鶴家千とせ)
- 酔いどれ男のはしご酒（2008年1月）
  - 作詞:志摩小五郎、作曲:大島四郎、歌:松鶴家千とせ
- サムライ…（はるかなる男達）（2009年12月）
  - 作詞:松鶴家千とせ、作曲:ばんざいたけし、公編曲:松木好文、歌:松鶴家千とせ
- ああ手賀沼（2009年12月）
  - 作詞:松鶴家千とせ、作曲:ばんざいたけし、歌:松鶴家千とせ
- 涙の艶はおかみさん(2010年7月)
  - 作詞:松鶴家千とせ、作曲:岡島二朗、歌:華月ひろ子
- ああーふるさと(2011年6月)
  - 作詞:松鶴家千とせ、作曲:岡島二朗、歌:華月ひろ子
- ふるさとは風に乗って(2011年11月)
  - 作詞:松鶴家千とせ、作曲:サトウ進一、歌:松鶴家都乃局
- これからサンバ(2012年11月)
  - 作詞:あやこ、作曲:サトウ進一、公編曲:松木好文、歌:松鶴家千とせ
- 三千六百五十日もあるからね（2012年11月）
  - 作詞:あやこ、作曲:サトウ進一、公編曲:松木好文、歌:松鶴家千とせ
- 未来へ・・・(あしたへ・・・)
  - 作詞・補作詞:菅波庄助、作曲:飯尾一弥、歌:松鶴家千とせ
- 命炎(いのちび)
  - 作詞:西嶋清治、作曲:瀧 升、歌:松鶴家千とせ
- 再来来(さいらいらい)
  - 作詞・作曲:上野たけし、歌:松鶴家千とせ
- そぞろみちゆき
  - 作詞:中村小太郎、作曲:櫻庭伸幸、歌:松鶴家千とせ
- 千登勢船
  - 作詞:小谷津英雄、作曲:櫻庭伸幸、歌:松鶴家千とせ
- たんたんたぬき
  - 作詞:小谷津英雄、作曲:権利者消滅、歌:松鶴家千とせ
- 千歳川
  - 作詞:小谷津英雄、作曲:青山八郎、歌:松鶴家千とせ
- 別れのナイトディスコ(副題:別れのナイトダンス)
  - 作詞:北村英明、作曲:賀川晴男、歌:松鶴家千とせ、賀川ひろみ、音羽美咲